# Dreams Come True
Dreams Come True (ドリームズ・カム・トゥルー Dorīmuzu Kamu Turū?) es un dúo de música de Japón, formado en 1988 que ha vendido más de 50 millones de discos en todo el mundo.

## Historia
Dreams Come True fue iniciado por el bajista Masato Nakamura, y es liderada por Miwa Yoshida, que es en la banda la cantante principal y compositora. Originalmente eran una banda de tres miembros con Takahiro Nishikawa en teclados, hasta que se salió en 2002. La banda es conocida comúnmente como DCT (Dreams Come True) y, a veces referido como "Dorikamu" (ドリカム?) por sus fanes. Dreams Come True lanzó su álbum debut homónimo en 1989, que vendió más de un millón de copias. Su álbum lanzado en 1992, The Swinging Star, fue el primer álbum japonés en vender más de tres millones de copias y durante varios años ostentó el título del álbum más vendido en japonés de todos los tiempos.
En 1993, grabaron "Winter Song" para el tema de apertura de la película de TriStar Pictures Sleepless in Seattle  y al año siguiente grabaron la canción "Eternity " para la película animada The Swan Princess de New Line Cinema. En Japón, grabaron canciones para los programas de televisión de TBS y no pasó mucho tiempo antes de que llamaran la atención de la empresa Walt Disney, y fueron contratados para crear canciones para sus programas de televisión, y lugares de interés en la Tokio Disney Resort. En 2001, compusieron "Crystal Vine," tema para el lanzamiento en Japón de la película de Disney Atlantis, y Miwa fue contratado para ser el actor de voz para el personaje de Audrey Rocío Ramírez en la versión japonesa.
Miwa Yoshida inició una carrera musical en solitario en 1995, y al año siguiente apareció en la portada de Time Magazine. También ha aparecido en los anuncios de Sony, Visa, Honda, Shiseido, Lotte, Vodafone y Coca Cola.
Mientras tanto, Masato fue contratado para componer la música para comerciales de televisión, y al mismo tiempo hizo varios compilados de las canciones de "Dreams Come True" para Konami para ser usado en sus videojuegos musicales en la series de DanceDanceRevolution y Beatmania. Anteriormente había sido contratado para componer la música para los dos primeros videojuegos de Sonic the Hedgehog de Sega Mega Drive/Genesis.

## Recepción
En una encuesta de 2006 de personas de entre 10 y 49 años en Japón por Oricon Style, el sencillo número uno más popular para el día de San Valentín quedó en segundo lugar la canción Love Love Love (2.488.630 copias). La canción más popular fue de Sayuri Kokushō de 1986 con su sencillo Valentine Kiss, que vendió solo 317.000 copias. Las otras canciones en el top cinco fueron Valentine's Radio de Yumi Matsutoya (1.606.780 copies), Happy Happy Greeting de KinKi Kids (608.790 copies), y My Funny Valentine de Miles Davis.

## Discografía

### Álbumes
| Título                                                     | Posición | Ventas    | Fecha de lanzamiento    |
| ---------------------------------------------------------- | -------- | --------- | ----------------------- |
| Dreams Come True                                           | 7        | -         | 21 de marzo de 1989     |
| Love Goes On                                               | 8        | 1.141.000 | 22 de noviembre de 1989 |
| Wonder 3                                                   | 1        | 1.200.000 | 1 de noviembre de 1990  |
| Million Kisses                                             | 1        | 2.106.000 | 15 de noviembre de 1991 |
| The Swinging Star                                          | 1        | 3.200.000 | 14 de noviembre de 1992 |
| Magic1                                                     | 1        | 2.584.000 | 4 de diciembre de 1993  |
| Delicious1                                                 | 1        | 2.910.000 | 25 de marzo de 1995     |
| Love Unlimited                                             | 1        | 2.343.000 | 21 de abril de 1996     |
| Sing or Die                                                | 4        | 700.000   | 15 de noviembre de 1997 |
| Sing or Die: Worldwide Version                             | -        | -         | 16 de julio de 1998     |
| The Monster                                                | 4        | 1.086.000 | 21 de abril de 1999     |
| The Soul: Dreams Come True Greatest Hits                   | 1        | 2.137.000 | 14 de febrero de 2000   |
| The Monster: Universal Mix                                 | -        | -         | 9 de mayo de 2001       |
| Monkey Girl Odyssey                                        | 1        | 373.000   | 5 de diciembre de 2001  |
| Sing or Die 2002: Monkey Girl Odyssey Tour Special Edition | -        | -         | 29 de marzo de 2002     |
| The Monster 2002: Monkey Girl Odyssey Tour Special Edition | -        | -         | 29 de marzo de 2002     |
| Dreamage: Love Ballad Collection                           | 6        | 368.000   | 17 de diciembre de 2003 |
| Dreamania: Smooth Groove Collection                        | 3        | 173,000   | 9 de enero de 2004      |
| Love Overflows: Asian Edition                              | -        | -         | 3 de marzo de 2004      |
| Diamond 15                                                 | 2        | 514.000   | 6 de diciembre de 2004  |
| The Love Rocks                                             | 1        | 464.000   | 22 de febrero de 2006   |
| And I Love You                                             | 2        | 785.641   | 12 de diciembre de 2007 |
| Do You Dreams Come True?                                   | 1        | 667.037   | 21 de marzo de 2009     |
| Love Central                                               | 2        | 92.076    | 30 de noviembre de 2010 |

### Sencillos
| Título | Fecha de lanzamiento     | Posición | Ventas    |
| --- | ------------------------ | -------- | --------- |
| "Anata ni Aitakute" (あなたに会いたくて?) | 21 de marzo de 1989      |          |           |
| "Approach" | 1 de junio de 1989       |          |           |
| "Ureshi Hazukashi Asagaeri" (うれしはずかし朝帰り?) | 1 de septiembre de 1989  |          |           |
| "Lat.43°N (Forty-three Degrees North Latitude)" | 22 de noviembre de 1989  |          |           |
| "Egao no Yukue" (笑顔の行方?) | 20 de febrero de 1990    | 2        | 446.000   |
| "Ring! Ring! Ring!" | 21 de junio de 1990      | 7        | 124.000   |
| "Sayonara o Matteru" (さよならを待ってる?) | 21 de septiembre de 1990 | 4        | 134.000   |
| "Yuki no Christmas" (雪のクリスマス Yuki no Kurisumasu?) | 21 de noviembre de 1990  | 5        | 183.000   |
| "Eyes to me" | 25 de abril de 1991      | 1        | 686.000   |
| "Wasurenai de" (忘れないで?) | 25 de octubre de 1991    | 5        | 202.000   |
| "Kessen wa Kin'yōbi" (決戦は金曜日?) | 28 de septiembre de 1992 | 1        | 856.000   |
| "Haretara Ii ne" (晴れたらいいね?) | 21 de octubre de 1992    | 1        | 684.000   |
| "Go for it!" | 9 de septiembre de 1993  | 1        | 1.043.000 |
| "Winter Song" | 7 de enero de 1994       | 1        | 986.000   |
| "Wherever You Are" | 28 de abril de 1994      | 1        | 548.000   |
| "Suki" (すき?) | 4 de noviembre de 1994   | 1        | 350.000   |
| "Thank You" (サンキュ Sankyu?) | 22 de febrero de 1995    | 2        | 1.068.000 |
| "Love Love Love"1 | 24 de julio de 1995      | 1        | 2.351.000 |
| "Romance" | 30 de octubre de 1995    | 1        | 391.000   |
| "Sō Dayo" (そうだよ?) | 25 de noviembre de 1996  | 4        | 355.000   |
| "Sing or Die" | 15 de noviembre de 1997  | 4        | 510.000   |
| "Ahaha" (あはは?) | 28 de enero de 1998      | 4        | 354.000   |
| "Asa ga Mata Kuru" (朝がまた来る?) | 20 de enero de 1999      | 1        | 709.000   |
| "Nante Koishitan Daro" (なんて恋したんだろ?) | 31 de marzo de 1999      | 6        | 86.000    |
| "Snow Dance" | 24 de diciembre de 1999  | 3        | 301.000   |
| "24/7" | 22 de noviembre de 2000  | 4        | 142.000   |
| "Suki Dake ja Dame Nanda" (好きだけじゃだめなんだ?) | 31 de enero de 2001      | 5        | 131.000   |
| "Go On, Baby!" | 6 de junio de 2001       | 25       | 19.000    |
| "Itsu no Mani" (いつのまに?) | 18 de julio de 2001      | 8        | 97.000    |
| "It's All About Love" | 19 de septiembre de 2002 | 6        | 32.000    |
| "Yasashii Kiss o Shite" (やさしいキスをして Yasashii Kisu o Shite?) | 18 de febrero de 2004    | 2        | 298.000   |
| "Mascara Matsuge/Hajimari no La" (マスカラまつげ／はじまりのla Masukara Matsuge/Hajimari no Ra/?) | 21 de abril de 2004      | 5        | 47.000    |
| "Olá! Vitória!" | 16 de junio de 2004      | 10       | 42.000    |
| "Love Letter" | 3 de noviembre de 2004   | 5        | 50.000    |
| "Nando Demo" (何度でも?) | 16 de febrero de 2005    | 3        | 191.000   |
| "Jet!!!/Sunshine" | 30 de noviembre de 2005  | 6        | 82.962    |
| "Moshimo Yuki nara/Kyō Dake wa" (もしも雪なら／今日だけは?) | 29 de noviembre de 2006  | 7        | 78.663    |
| Osaka Lover (大阪LOVER Ōsaka Raba?) | 7 de marzo de 2007       | 7        | 112.000   |
| "Kimi ni Shika Kikoenai" (きみにしか聞こえない?) | 13 de junio de 2007      | 4        | 72.987    |
| "A-I-Shi-Te-Ru no Sign ~Watashitachi no Mirai Yosōzu~" (ア・イ・シ・テ・ルのサイン 〜わたしたちの未来予想図〜 A I Shi Te Ru no Sain ~Watashitachi no Mirai Yosōzu~?) | 3 de octubre de 2007     | 2        | 168.000   |
| "Mata ne featuring Luffy, Zoro, Nami, Usopp, Sanji, Chopper, Robin, Franky, Hiruluk, Kureha" (またね featuring ルフィ、ゾロ、ナミ、ウソップ、サンジ、チョッパー、ロビン、フランキー、ヒルルク、くれは Mata ne featuring Rufi Zoro Nami Usoppu Sanji Choppā, Robin, Furankī, Hiruruku, Kureha?) | 27 de febrero de 2008    | 8        | 46.055    |
| "Merry-Life-Goes-Round/True, Baby True." | 25 de junio de 2008      | 6        | 31.288    |
| "Tsuretette Tsuretette" (連れてって 連れてって?) | 12 de noviembre de 2008  | 1        | 86.434    |
| "Good Bye My School Days" | 25 de febrero de 2009    | 6        | 27.576    |
| "Sono Saki e feat. Fuzzy Control" (その先へ Sono Saki e feat. Fuzzy Control?) | 9 de septiembre de 2009  | 3        | 70.836    |
| "Nee" (ねぇ?) | 30 de junio de 2010      | 5        | 50.707    |
| "Ikite Yuku no Desu" (生きてゆくのです?) | 7 de julio de 2010       | 5        | 44.051    |
| "Lies, Lies." | 27 de octubre de 2010    | 4        | 18.341    |